# Полтавка (Крым)
Полта́вка (ранее Новопокро́вка; укр. Полтавка, крымскотат. Poltavka, Полтавка) — село в Красногвардейском районе Республики Крым, центр Полтавского сельского поселения (согласно административно-территориальному делению Украины — Полтавского сельского совета Автономной Республики Крым).

## Население
| 2001 | 2014  |
| ---- | ----- |
| 2133 | ↘1937 |

Всеукраинская перепись 2001 года показала следующее распределение по носителям языка
| Язык             | Процент |
| ---------------- | ------- |
| русский          | 70.84   |
| украинский       | 18.99   |
| крымскотатарский | 7.69    |
| другие           | 0.19    |

### Динамика численности
- 1974 год — 1870 чел.[10]
- 1989 год — 2103 чел.[11]
- 2001 год — 2133 чел.
- 2009 год — 2032 чел.[12]
- 2014 год — 1937 чел.[13]

## Современное состояние
На 2017 год в Полтавке числится 21 улица, 9 переулков и садовое товарищество; на 2009 год, по данным сельсовета, село занимало площадь 189,1 гектара на которой, в 806 дворах, проживало более 2 тысяч человек. В селе действуют средняя общеобразовательная школа, детский сад «Горошек», дом культуры, библиотека, амбулатория общей практики — семейной медицины, аптека,7 продуктовых магазинов, пункт постоянного базирования бригады скорой помощи, храм преподобного Амвросия Оптинского. Полтавка — центральная усадьба птицефабрики «Октябрьская». Село связано автобусным сообщением с райцентром и соседними населёнными пунктами.

## География
Полтавка — большое село в центре района, в степном Крыму, высота центра села над уровнем моря — 70 м. Соседние сёла: Комаровка в 1,5 км на запад, Цветково в 3 км на юг и Менделеево в 2 км на юго-восток. Расстояние до райцентра — около 19 километров (по шоссе), в селе находится железнодорожная станция Ефремовская. Транспортное сообщение осуществляется по региональной автодороге 35Н-266 от шоссе 35А-002 «граница с Украиной — Симферополь — Алушта — Ялта» до Полтавки (по украинской классификации — С-0-10656).

## История
В книге «Історія міст і сіл Української РСР» (том 26, Крымская область) утверждается, что Полтавка возникла в XIX веке, в 1929 году создано отделение Симферопльского зерносовхоза, но ни одним другим доступным документом это пока не подтверждается. Известно, что первоначально село называлось Ново-Покровка и впервые встречается на двухкилометровой карте Генштаба Красной армии 1942 года. Время включения в Краснознаменский сельсовет пока не установлено: на 15 июня 1960 года село уже числилось в его составе. К 1968 году Новопокровка была переименована в Полтавку (согласно справочнику «Крымская область. Административно-территориальное деление на 1 января 1968 года» — с 1954 по 1968 годы) и на 1968 год Полтавка — уже центр сельсовета. По данным переписи 1989 года в селе проживало 2103 человека. С 12 февраля 1991 года село в составе восстановленной Крымской АССР, 26 февраля 1992 года переименованной в Автономную Республику Крым. С 21 марта 2014 года в составе Крыма аннексирована Россией.